# Fulveno
Fulveno é um de diversos hidrocarbonetos com a mesma fórmula do benzeno, C6H6. Fulvenos incluem os derivados deste hidrocarboneto simples, os quais são raramente encontrados.